# Vaso de pressão

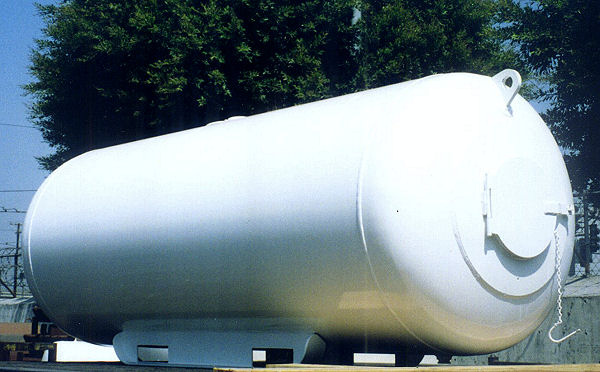
Vaso de pressão de aço

Vasos de pressão são todos os recipientes estanques de qualquer tipo, formatos, dimensões ou finalidades, sujeitos ou não à chamas, fundamentais nos processos industriais que contenham fluidos e sejam projetados para resistir com segurança a pressões internas diferentes da pressão atmosférica, ou submetidos à pressão externa, cumprindo assim a função básica de armazenamento.

## Aplicações
Em refinarias de petróleo, Usinas de Açúcar e Etanol, Indústrias Químicas e Petroquímicas os vasos de pressão constituem um conjunto importante de equipamentos que abrangem os mais variados usos. O projeto e a construção de vasos de pressão envolve uma série de cuidados especiais e exige o conhecimento de normas e materiais adequados para cada tipo de aplicação, pois as falhas em vasos de pressão podem acarretar consequências catastróficas até mesmo com perda de vidas, sendo considerados os Vasos de Pressão equipamentos de grande periculosidade.
Vasos de Pressão e Reservatórios de Ar comprimido se enquadram na norma NR-13

e ASME VIII

## Regulamentação
No Brasil, após a publicação da NR-13 (Norma Regulamentadora do Ministério do Trabalho e Emprego), estabeleceram-se critérios mais rigorosos para o projeto, inspeção, manutenção e operação de vasos de pressão, tendo como objetivo principal a diminuição de acidentes envolvendo estes equipamentos.